# Red House (London)

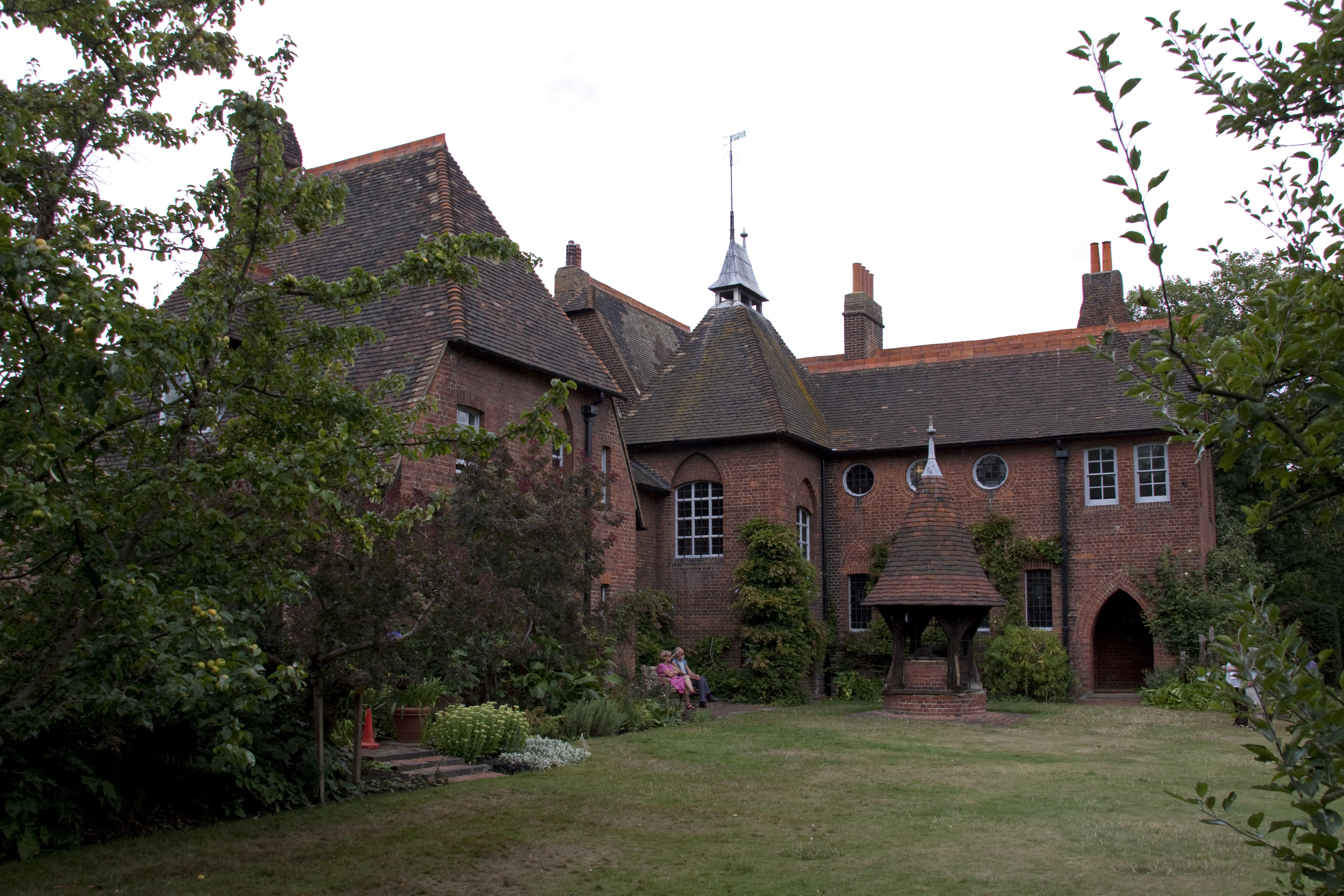
Das Red House von Südosten (2010)

Das Red House ist ein im Auftrag von William Morris durch Philip Webb erbautes Wohnhaus in Bexleyheath, London. Es steht in enger Verbindung zu den Ideen des Arts and Crafts Movement. Morris und Webb lehnten die damals vorherrschende Imitation italienischen Barocks ab und suchten Ansätze für die Architektur im Mittelalter, besonders in der Gotik. Dabei ging es jedoch nicht um die Nachbildung gotischer Stilelemente und Dekore, sondern um die natürliche Verwendung von Materialien und die unverschleierte Darstellung der Raumordnung. Das Gebäude zeichnet sich daher durch eine lockere Gliederung der Baukörper aus, statt einer zwanghaften Symmetrie folgen zu wollen. Diesem Anspruch folgten Morris und Webb auch im Innern des Gebäudes. Auch wenn das Gebäude einige Ornamente im Innern aufweist, sind viele Stellen bewusst rustikal und ohne Dekor belassen.
Die Erneuerungen in der englischen Architektur wurden in Kontinentaleuropa erst um 1900 aufgegriffen und bilden den Ausgangspunkt für die Entwicklung vom Jugendstil zur Moderne.

## Ursprung und Bauzeit: 1859–60
Philip Speakman Webb und William Morris planten das Red House nicht nur als Familienheim, sondern auch als Hintergrund für ihre kontinuierliche künstlerische Arbeit. Der Ort sollte sich in einer ländlichen Umgebung in der Nähe von London befinden, und sie wählten Kent aus, da es ihre bevorzugte Grafschaft war. Morris schätzte besonders die geografische Vielfalt mit großen offenen Flächen, kleinen Hügeln und Flüssen im Gegensatz zur flachen Umgebung seiner Heimat in Essex. Nachdem sie verschiedene Grundstücke in der Gegend in Betracht gezogen hatten, entschieden sie sich für ein Grundstück im Dorf Upton in West Kent. Upton war etwa zehn Meilen von London entfernt, aber nur drei Meilen vom nächsten Bahnhof, dem Abbey Wood-Bahnhof. Hier erwarb Morris eine Obstwiese und eine Wiese, umgeben von Apfel- und Kirschbäumen. Die Nähe des Hauses zum historischen Pilgerweg nach Canterbury und den Ruinen der mittelalterlichen Lesnes Abbey war für Morris von besonderem Interesse.
Während der Bauphase des Red House lebten Morris und seine Frau vorübergehend in gemieteten Unterkünften in der Great Ormond Street. Als das Projekt kurz vor der Fertigstellung stand, zogen sie in die Nähe des Baus, um den Fortschritt des Bauunternehmens zu überwachen. Webb und Morris arbeiteten eng zusammen an der Gestaltung des Hauses, und es wird oft als eine komplexe Verschmelzung von Morris’ romantischem Utopismus und Webbs praktischem Sachverstand beschrieben. Der Bau des Hauses dauerte etwa ein Jahr und kostete Morris etwa £4.000, eine erhebliche Summe zu dieser Zeit.

## Morris’ Leben im Red House: 1860–1865
Morris und seine Familie zogen Ende des Sommers 1860 ins Red House ein, und er plante, dort für den Rest seines Lebens zu wohnen. Während seiner Zeit im Red House kamen regelmäßig Freunde wie Burne-Jones, Rossetti und andere zu Besuch. Morris und seine Frau bekamen während dieser Zeit zwei Kinder, Jenny und May. Obwohl Morris ein fürsorglicher Vater war, gab es Probleme in seiner Ehe, da seine Frau Janey sich Rossetti zunehmend näherte, was zu Spannungen führte. Trotzdem genossen die Kinder eine idyllische Kindheit im Red House.
Morris dekorierte das Innere des Hauses selbst und gestaltete fast alles eigenhändig. Das Red House wurde zu einem künstlerischen Gesamtkunstwerk, von den Möbeln bis zur Gestaltung der Wände und Fenster. Morris und seine Freunde entwickelten auch die Firma Morris, Marshall, Faulkner & Co., die auf dekorative Kunst und Handwerkskunst spezialisiert war und sich dem Ziel verschrieben hatte, die Einstellung zur Produktion zu reformieren und die Dekoration als eine der schönen Künste wiederherzustellen.
Trotz des Erfolgs der Firma und des schönen Lebens im Red House entschied sich Morris 1865 zum Umzug nach Bloomsbury, und das Red House wurde verkauft. Trotzdem werden die fünf Jahre, die Morris im Red House verbracht hat, oft als glücklichste und fruchtbarste Zeit seines Lebens beschrieben. Später wohnten sie im Kelmscott Manor.

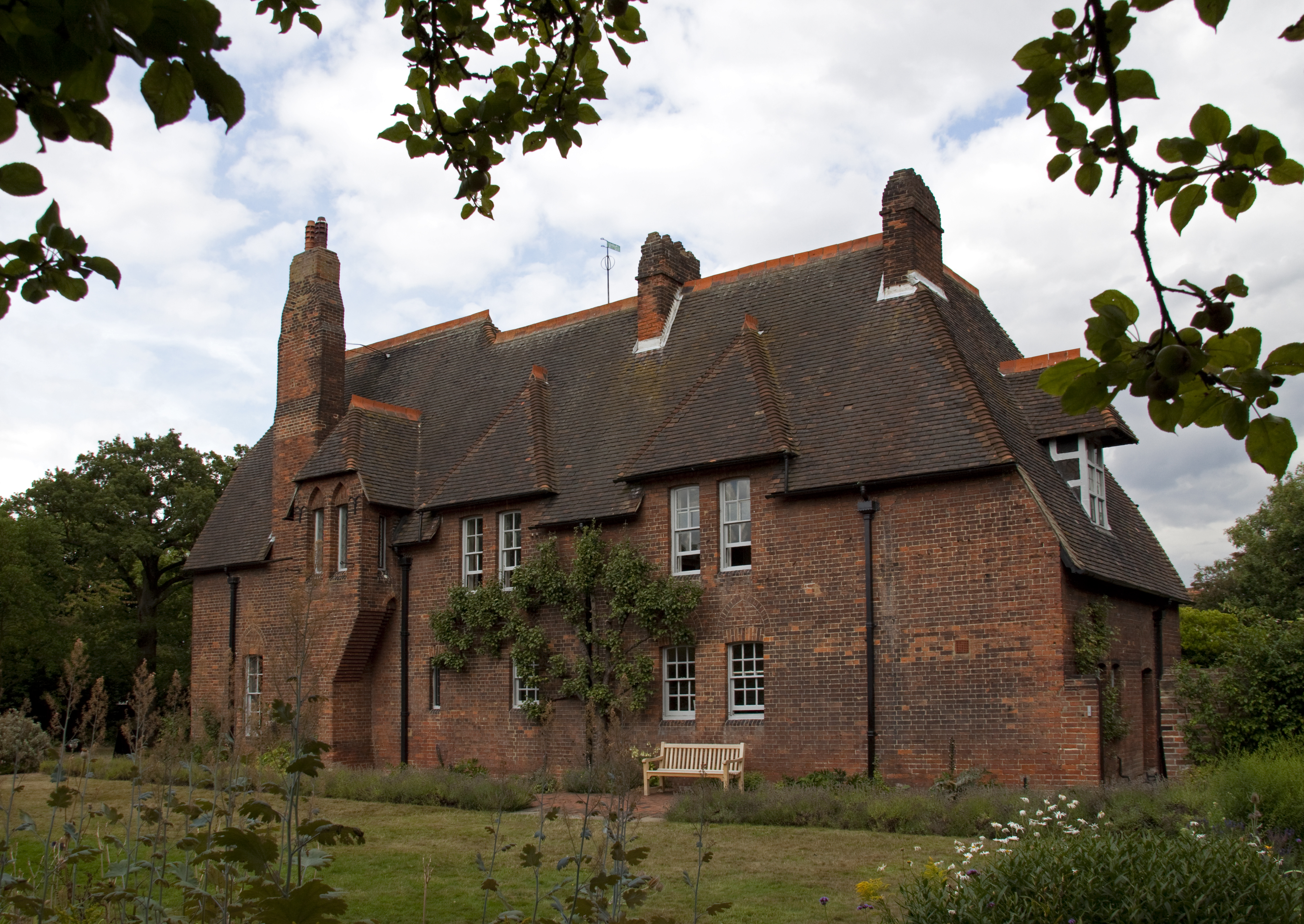
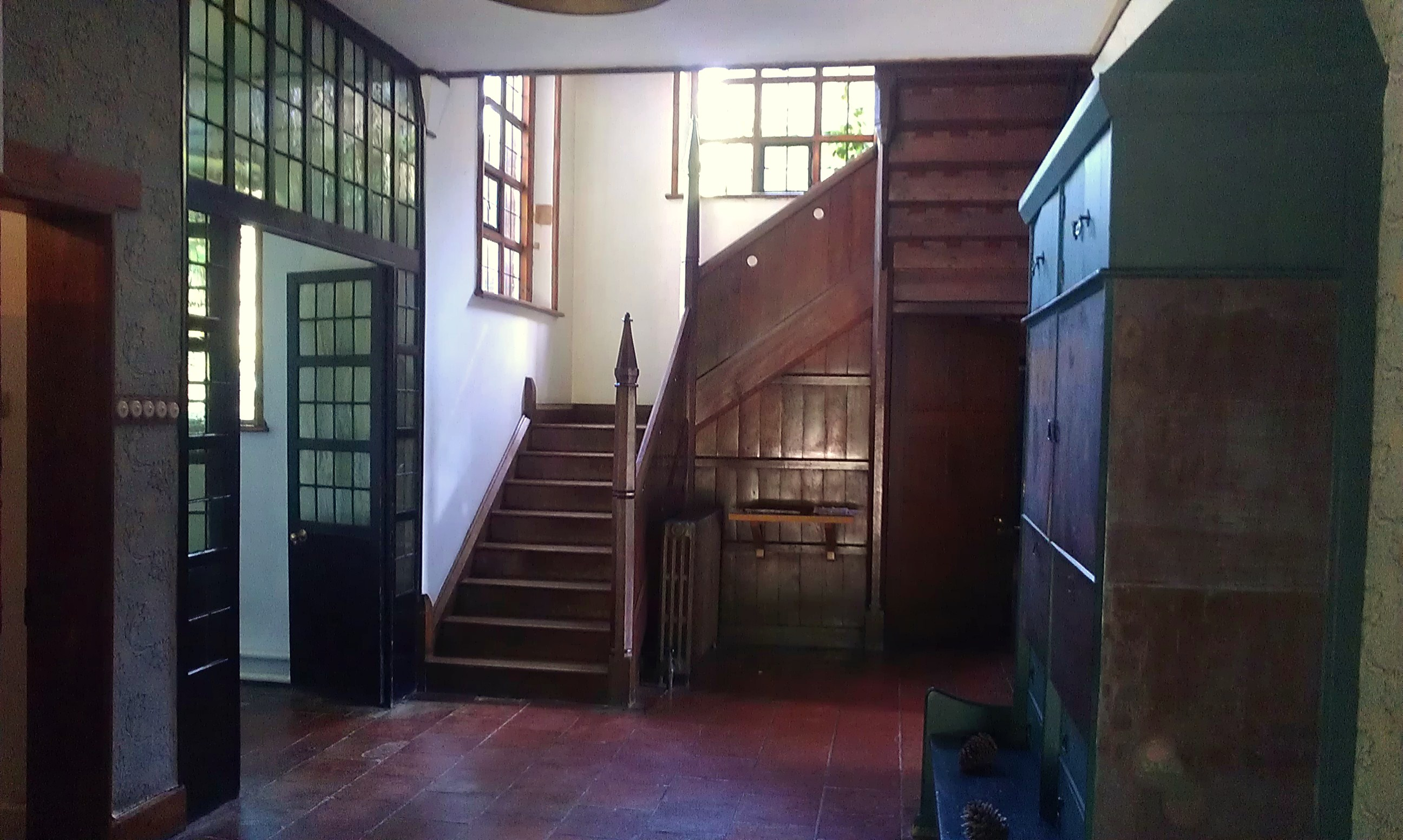
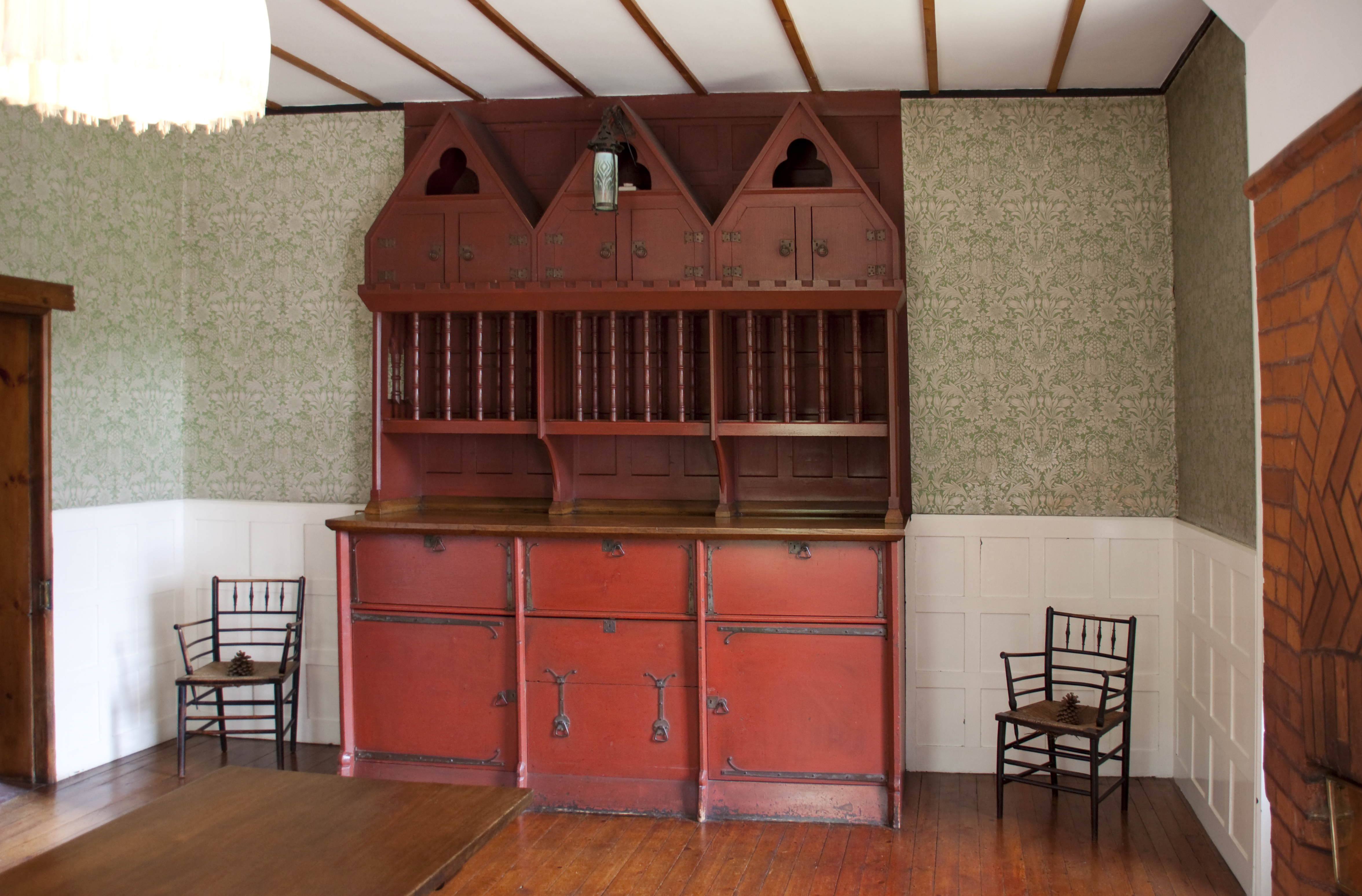
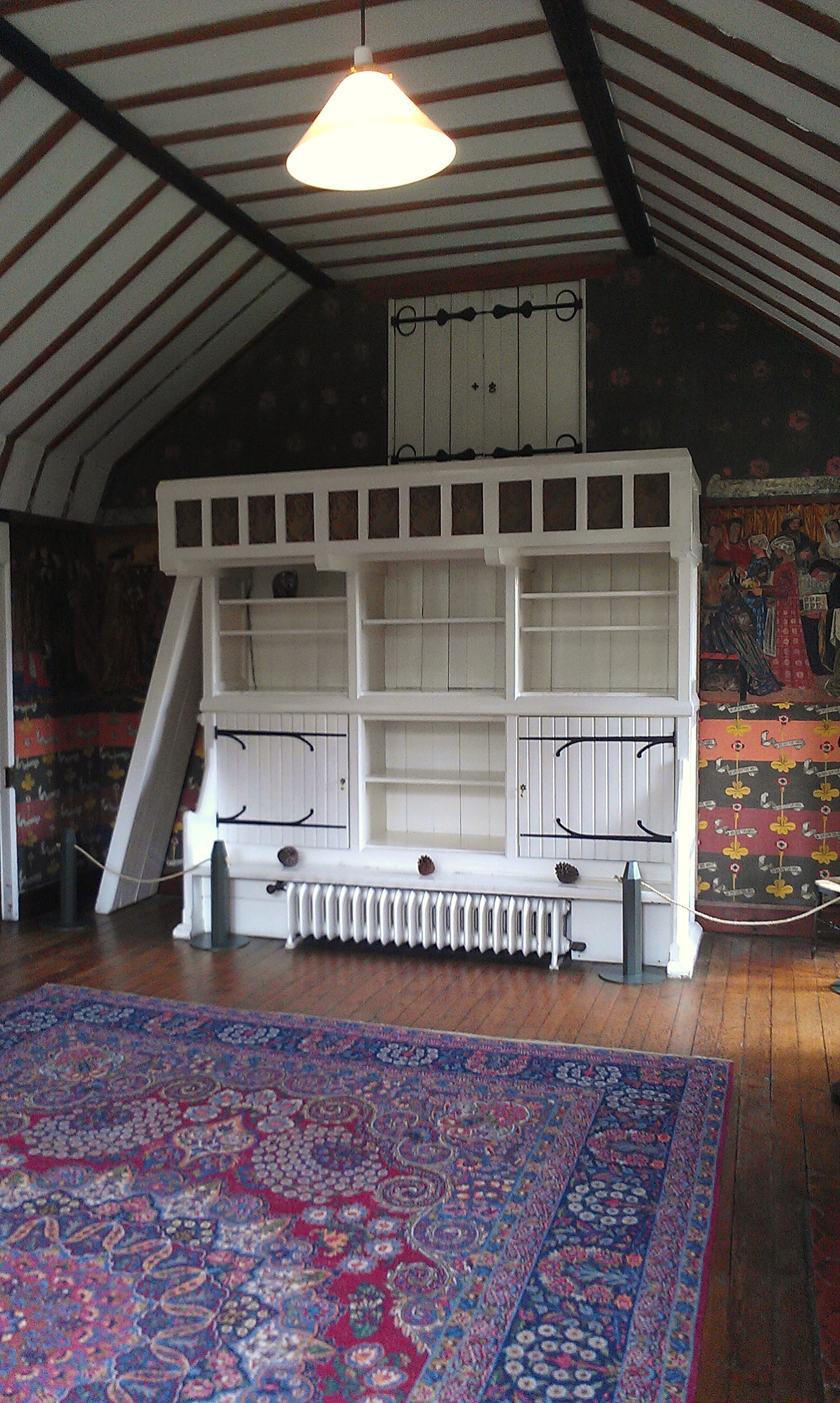